# Kantanka
Kantanka ou Kantanka Automobile Company Limited  est un constructeur automobile Ghanéen. La société est une filiale du groupe de sociétés Kantanka fondé par le pasteur Kwadwo Safo Kantanka, fondateur et dirigeant de la mission Kristo Asafo du Ghana.
Les véhicules Kantanka sont assemblés au Ghana à partir de kits CKD (Complete Knock Down) fournis par une entreprise chinoise,.

## Notes et références

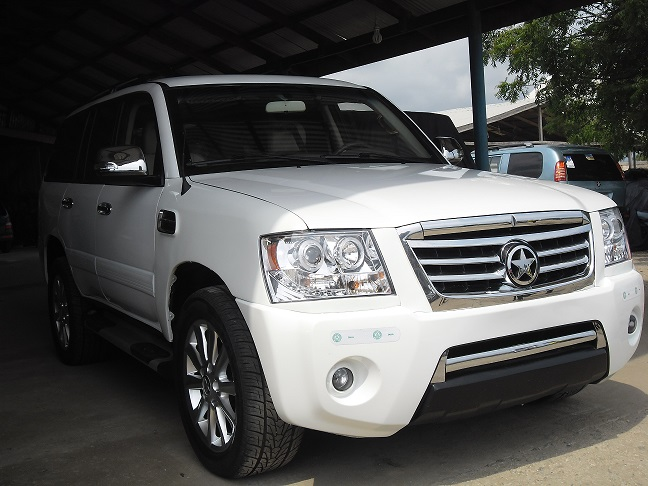
4x4 Kantanka